# David Vincour
David Vincour (* 14. März 1984 in Brünn) ist ein ehemaliger tschechischer Eistänzer.
Seine Karriere als Eistänzer begann er für Österreich startend im Juniorenbereich an der Seite von Sabine Pichler und wurde dann mit Barbara Herzog zweimaliger österreichischer Meister in Eistanz. Mit Kamila Hájková lief er für Tschechien und wurde fünfmaliger tschechischer Meister und nahm mit ihr an den Olympischen Winterspielen 2010 in Eistanz teil.
Nach dieser Saison beendete er den Wettkampfsport und nahm mit Annette Dytrt und anderen als Profitänzer an Eisshows teil.
2019 nahm er mit Sarina Nowak bei Dancing on Ice teil und wurde mit ihr Dritter.